# Siedemdziesięciu dwóch

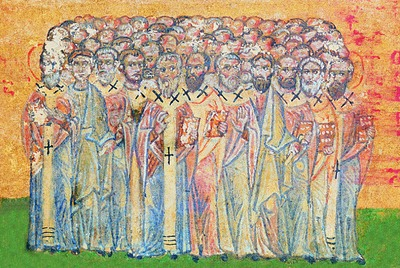
Ikona gr.-gruz. obrazująca Sobór siedemdziesięciu apostołów.

Siedemdziesięciu dwóch, również Sobór siedemdziesięciu apostołów (cs. Собор семидесяти Апостолов) – grupa wysłańców określanych też mianem uczniów lub apostołów, wyznaczonych przez Jezusa Chrystusa, by głosić Dobrą Nowinę, do miejsc, które zamierzał nawiedzić (Łk 10, 1-12 BT).

## Opis misji siedemdziesięciu w Ewangeliach
O misji grona siedemdziesięciu dwóch informuje w Nowym Testamencie Ewangelia św. Łukasza. W rękopisach pojawia się też liczba siedemdziesięciu. Tekst Ewangelisty można porównać z Ewangelią św. Mateusza w której częściach „Wybór Dwunastu” i „Mowa misyjna” znajduje się opis zbieżny opisem roli przypisanej uczniom (Mt 10, 7-16 BT) i karze dla odrzucających pokutę (Mt 11, 24 BT). Wysłannicy zgodnie z tradycją żydowską reprezentujący siedemdziesiąt dwa (gdzie indziej siedemdziesiąt) narody realizują wśród pogan misję ewangelizacyjną. Jedynie u Łukasza znajduje się ustęp poświęcony wysłannikom i bibliści przypuszczają, że fragment ten niesie przesłanie o nieograniczonym zasięgu posłannictwa Chrystusa. 

## Lista osób
Imiona ich nie są znane skądinąd. W tradycji prawosławnej do grona wysłańców zaliczani są:
| - Jakub - Marek Ewangelista - Łukasz Ewangelista - Kleofas - Symeon - Barnaba - Józef Barsabbas zw. Justus - Juda Tadeusz - Ananiasz z Damaszku - Szczepan - Filip - Prochor - Nikanor - Tymon - Parmenas - Tymoteusz - Tytus - Filemon - Onezym - Epafras - Archippus - Sylas - Sylwan - Krescens - Maciej Apostoł | - Kryspus - Epenet - Andronik - Stachys - Ampliat - Urban - Narcyz - Apelles - Arystobul - Herodion - Agabos - Agabus - Rufus - Asynkryt - Flegon - Hermes - Patrob - Hermas - Linus - Gajus - Filolog - Lucjusz Cyrenejczyk - Jazon - Sozypater | - Olimpas - Tercjusz - Erast - Kwartus - Ewodiusz - Onezyfor - Klemens - Sostenes - Apollos - Tychik - Epafrodyt - Karp - Kwadrat Apologeta - Zenas - Arystarch - Pudens - Trofim - Artemas - Akwila - Fortunat - Achaik - Dionizy Areopagita - Kefas - Szymon |

Wspomnienie liturgiczne świętych w Kościele prawosławnym obchodzone jest 4/17 stycznia.